# José Luís Borga
José Luís Fernandes Borga (Lapas, Torres Novas, 19 de novembro de 1964) é um sacerdote católico romano português e um popular vocalista de música cristã. Em dez anos, lançou seis álbuns, dos quais dois atingiram a marca de platina, um duplo de platina e um de ouro.
José Luís Borga nasceu em 1964 na aldeia de Lapas, concelho de Torres Novas, no seio de uma família profundamente católica. Foi acólito, passando a adolescência e a juventude entre gente da igreja. Em 1980, com 16 anos, entrou para o seminário de Almada, sendo ordenado padre em 1990, e colocado na diocese de Santarém, primeiro no Cartaxo e depois no Entroncamento, onde ajudou a construir a nova igreja de Nossa Senhora de Fátima.
É pároco da Chamusca e irmão mais novo do também padre João Maria Borga, pároco de Fazendas de Almeirim.
Participou do programa Casos de Polícia, na SIC, e foi presença regular, duas vezes por semana, na Praça da Alegria, da RTP.
Em 2017, por ocasião da visita a Fátima do Papa Francisco, publicou o livro "O Papa é Francisco!", ilustrado por Patrícia Furtado e editado pela Oficina do Livro, destinado a apresentar o pontífice a um público infanto-juvenil.

## Carreira musical
Por via da ligação que desde cedo teve à igreja, começou como organista no coro paroquial de Lapas. Quando entrou para o seminário, integrava, juntamente com o irmão e outros jovens, o grupo Nova Era, uma banda que animava os bailes da localidade, onde era teclista. Enquanto se formava para padre, continuou a acompanhar o grupo, tocando também viola. Já na faculdade de Teologia da Universidade Católica, ao órgão, participou no Festival da Canção Cristã, vencendo em 1983 com a canção "Velho Marinheiro". Depois de se formar como padre, continuou a carreira musical, considerando a música um 'auxílio precioso' na evangelização.
Começou a carreira artística em 2000, com a edição de discos, visando colmatar o que considerava uma falha no mercado discográfico português, no tocante à musica de mensagem religiosa. O seu primeiro álbum, Navegação, uma recolha de temas diversos e dois originais, chega a disco de platina. O álbum inclui o conhecido tema "Põe Tua Mão" (uma cover da canção "Put Your Hand In The Hand" (1970), de Anne Murray). Em 2001, após percorrer o país em concertos, edita o segundo álbum, Cantar é Rezar Duas Vezes, com seis temas da sua autoria.
Em maio de 2015, por ocasião dos seus 25 anos de sacerdócio, apresentou em Fátima, em concerto no Centro Paulo VI, o álbum Gente de Fé, composto por onze canções, entre temas de trabalhos anteriores e novas músicas.

## Álbuns
- Navegação
- Cantar É Rezar Duas Vezes
- Noite De Paz
- Que Fésta?! - com O sol já raiou e outras músicas.
- Alegrai-vos
- 10 Anos A Cantar o que é preciso
- Gente de Fé

## Filmografia

### Televisão
| Ano  | Título          | Personagem  | Nota                                              |
| ---- | --------------- | ----------- | ------------------------------------------------- |
| 2020 | A Máscara       | Astronauta  | Concorrente (Ep.1 ao 9 - 2º lugar), 1.ª temporada |
| 2021 | Estamos em Casa | Ele próprio | Apresentador                                      |